# Bull Run Mountain Estates
 (mars 2025).
Bull Run Mountain Estates est une census-designated place située dans le comté de Prince William, dans l’État de Virginie, aux États-Unis. Lors du recensement de 2020, elle comptait 1 220 habitants.